# Viện Công nghệ Massachusetts
Viện Công nghệ Massachusetts (tiếng Anh: Massachusetts Institute of Technology hay MIT) là một viện đại học nghiên cứu tư thục ở thành phố Cambridge, Massachusetts, Hoa Kỳ. MIT nổi tiếng nhờ hoạt động nghiên cứu và giáo dục trong các ngành khoa học vật lý, kỹ thuật, cũng như trong các ngành sinh học, kinh tế học, ngôn ngữ học, và quản lý.
MIT được thành lập vào năm 1861 nhằm đáp ứng nhu cầu công nghiệp hóa của Hoa Kỳ, dựa trên mô hình viện đại học bách khoa (polytechnic university) và nhấn mạnh đến việc giảng dạy trong phòng thí nghiệm. MIT ban đầu nhấn mạnh đến các ngành công nghệ ứng dụng ở bậc đại học và sau đại học, và chính điều này giúp thiết lập sự hợp tác gần gũi với các công ty công nghiệp. Những cải cách chương trình học dưới thời các Viện trưởng Karl Compton và Vannevar Bush trong thập niên 1930 nhấn mạnh các ngành khoa học cơ bản. MIT gia nhập Hiệp hội Viện Đại học Bắc Mỹ vào năm 1934. Các nhà nghiên cứu ở MIT nghiên cứu và thiết kế máy tính, radar, và hệ thống định vị trong suốt Chiến tranh thế giới thứ hai và thời Chiến tranh lạnh. Hoạt động nghiên cứu quốc phòng thời hậu chiến đã đóng góp vào sự gia tăng nhanh chóng số lượng giảng viên và sự phát triển của khuôn viên viện đại học dưới thời Viện trưởng James Killian. Khuôn viên hiện tại rộng 168 mẫu Anh (68,0 ha) mở cửa vào năm 1916 và mở rộng hơn 1 dặm (1,6 km) dòng theo bờ bắc con sông Charles.
Ngày nay MIT bao gồm nhiều khoa học thuật khác nhau, nhấn mạnh đến nghiên cứu và giáo dục trong các lĩnh vực khoa học, kỹ thuật, công nghệ, kinh tế, quản lý và khoa học xã hội. MIT có năm trường (Trường Khoa học, Trường Kỹ thuật, Trường Kiến trúc và Quy hoạch, Trường Quản lý, và Trường Nhân văn, Nghệ thuật, và Khoa học Xã hội) và một trường đại học (Trường Đại học Khoa học và Công nghệ Y tế), bao gồm tổng cộng 32 khoa. Viện đại học này có 93 người được giải Nobel, 25 người nhận giải thưởng Turing, 58 người nhận Huân chương Khoa học Quốc gia (National Medal of Science), 29 người nhận Huân chương Công nghệ và Sáng tạo Quốc gia (National Medal of Technology and Innovation) 45 Học giả Rhodes (Rhodes Scholars), và 50 Học giả MacArthur (MacArthur Fellows).
MIT và cựu sinh viên đóng vai trò lớn trong nhiều phát kiến khoa học công nghệ hiện đại. Viện MIT cũng là một đối tác nghiên cứu quốc phòng quan trọng của chính phủ Mĩ, đặc biệt trong các dự án về hạt nhân, khoa học không gian, khoa học máy tính và công nghệ nano. 41 cựu sinh viên MIT đã trở thành phi hành gia của Hoa Kỳ và các nước khác. Trong số 12 người đã từng đặt chân lên Mặt Trăng, 4 trong số đó có bằng cấp từ MIT. Cựu sinh viên và cựu giảng viên Tiền Học Sâm khi trở về Trung Quốc đã lãnh đạo chương trình không gian và đạn tự hành và bom hạt nhân, được mệnh danh là "Cha đẻ của ngành tên lửa Trung Quốc" (hoặc "Vua tên lửa").
MIT là một trong những cơ sở giáo dục bậc cao có tiêu chuẩn tuyển chọn sinh viên khắt khe nhất; chẳng hạn, khóa sẽ tốt nghiệp vào năm 2016 có 1.620 sinh viên được tuyển chọn từ 18.109 thí sinh, như vậy tỷ lệ được nhận vào chỉ 8.95%.

## Lịch sử

### Sự hình thành và tầm nhìn

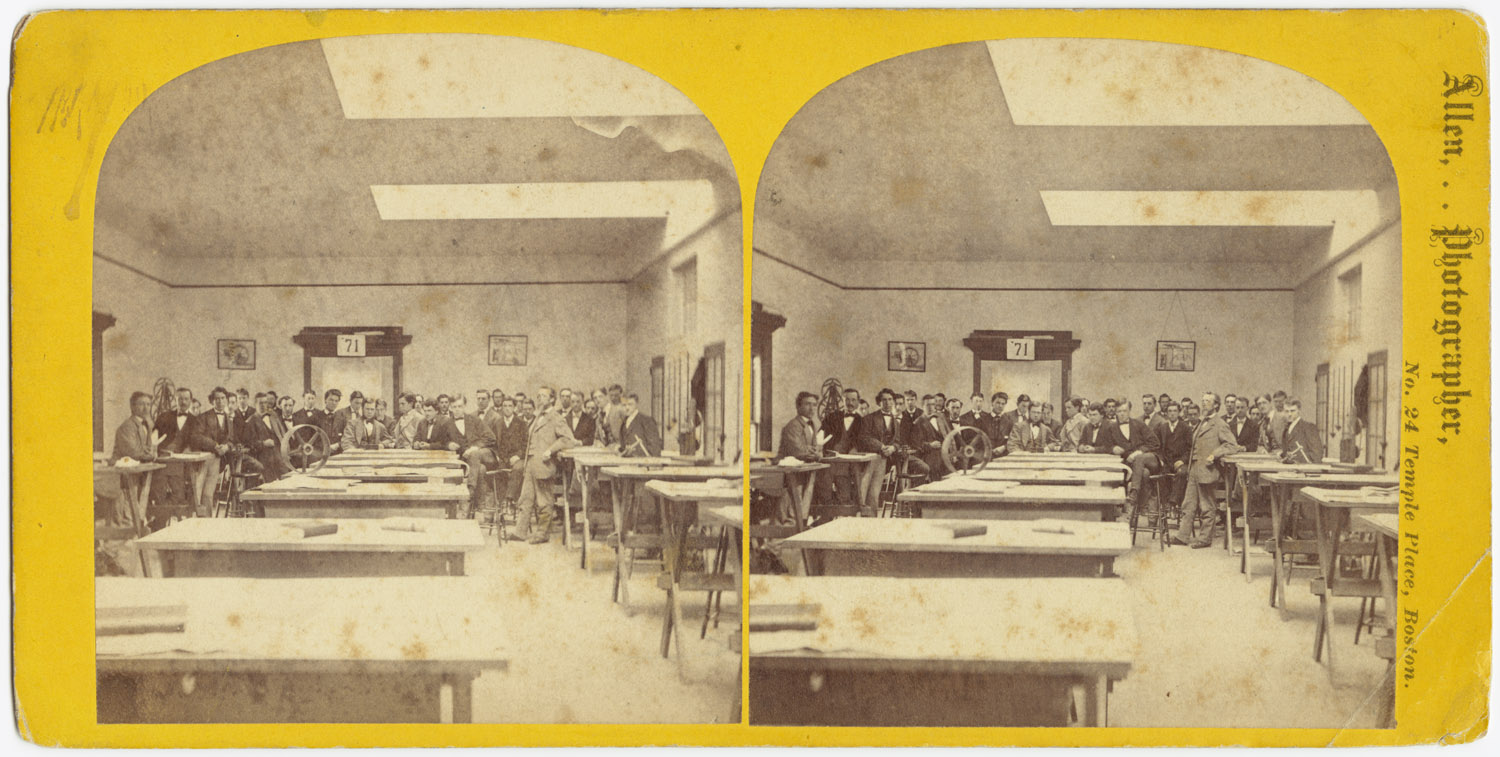
Một phòng thí nghiệm cơ khí ở MIT, thế kỷ 19 (hình chụp của E. L. Allen).

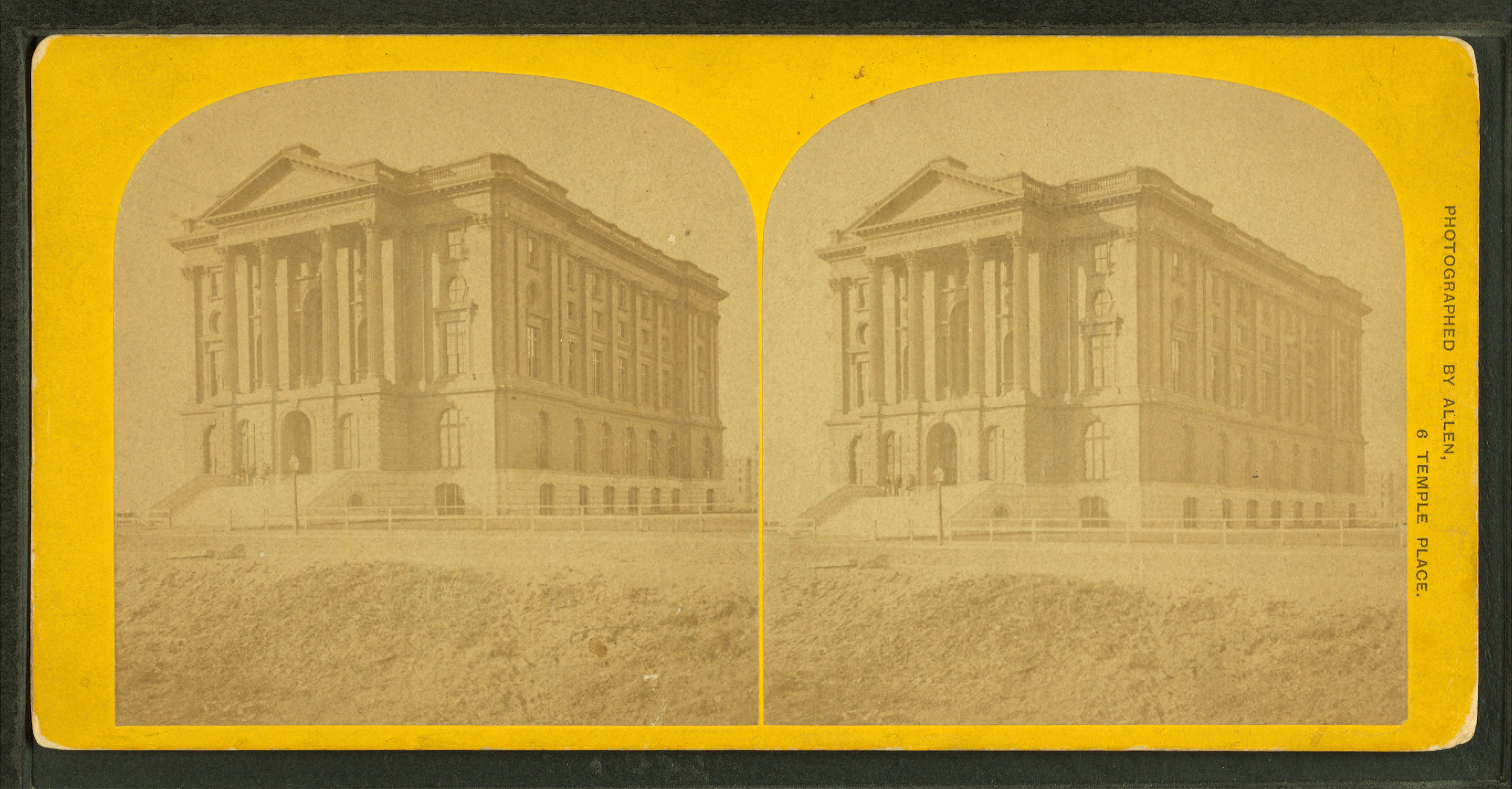
Tòa nhà Rogers của MIT, ở Back Bay, Boston, thế kỷ 19 (hình của E. L. Allen).

Năm 1859, đề xuất sử dụng khu đất mới san bằng ở Back Bay, Boston, để xây một "Viện Kỹ nghệ và Khoa học" (Conservatory of Art and Science) đã được gởi đến Cơ quan Lập pháp Massachusetts nhưng không được chấp thuận. Năm 1861, William Barton Rogers đề xuất thành lập Viện Công nghệ Massachusetts thì được chấp thuận, và thống đốc John Albion Andrew của bang Massachusetts ký quyết định thành lập vào ngày 10 tháng 4 năm 1861.
Rogers muốn thiết lập một cơ sở giáo dục nhằm đáp ứng những tiến bộ nhanh chóng trong khoa học và công nghệ. Ông không muốn thành lập một trường chuyên nghiệp (professional school), mà muốn tạo ra một sự kết hợp bao gồm yếu tố giáo dục khai phóng và giáo dục chuyên nghiệp, cho rằng "Đối tượng thực sự và duy nhất mang tính thực tiễn của một trường bách khoa (polytechnic school) là, như tôi thấy, sự giảng dạy không chỉ những chi tiết vụn vặt và những thao tác kỹ thuật vốn chỉ có thể thực hiện trong xưởng thực hành mà còn khắc sâu những nguyên lý khoa học hình thành nên cơ sở và lời giải thích cho những chi tiết và thao tác đó, và cùng với nó, một sự xem xét đầy đủ và có phương pháp tất cả những quá trình và hoạt động chủ đạo của chúng trong liên hệ với các định luật vật lý." Kế hoạch của Rogers phản ánh mô hình viện đại học nghiên cứu của Đức, nhấn mạnh đến một tập thể giáo sư độc lập với hoạt động nghiên cứu và giảng dạy diễn ra quanh các buổi xê-mi-na và trong phòng thí nghiệm.

### Những phát triển ban đầu

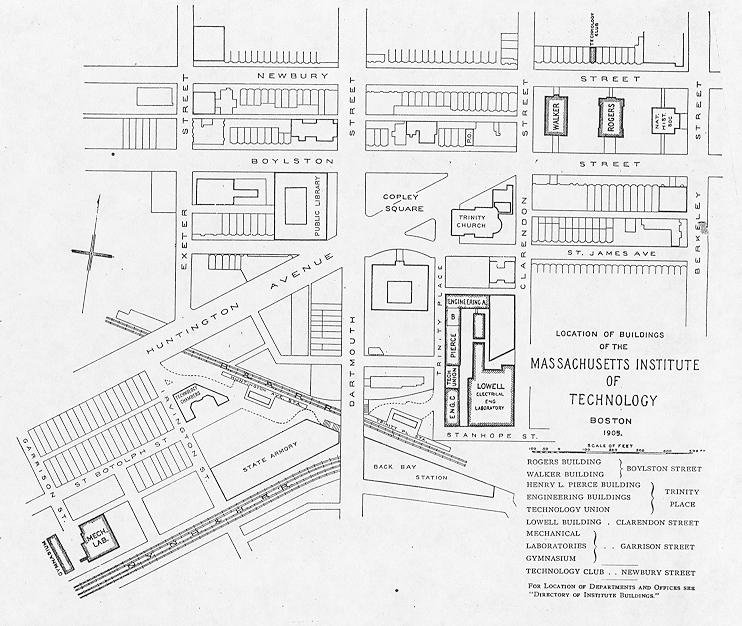
Bản đồ khuôn viên Viện Công nghệ Massachusetts ở Boston năm 1905.

Chỉ hai ngày sau khi quyết định thành lập MIT được ký, Nội chiến Hoa Kỳ bùng nổ. Sau một thời gian dài trì hoãn, những lớp học đầu tiên của MIT diễn ra ở Tòa nhà Mercantile ở Boston năm 1865. Viện công nghệ này có sứ mệnh phù hợp với ý định của Luật Morill năm 1862 nhằm hỗ trợ các cơ sở giáo dục "nhằm thúc đẩy giáo dục khai phóng và thực hành trong các tầng lớp kỹ nghệ," và là một trường được cấp đất (land-grant school). Năm 1866, tiền thu được từ việc bán đất được sử dụng để xây những tòa nhà mới ở vùng Back Bay.
MIT từng được gọi một cách không chính thức là "Boston Tech". Viện công nghệ này được xây dựng theo mô hình viện đại học bách khoa của châu Âu và lúc ban đầu nhấn mạnh đến việc giảng dạy thực hành. Sau một khoảng thời gian có nhiều bất ổn về tài chính, MIT phát triển mạnh trong hai thập niên cuối thế kỷ 19 dưới thời Viện trưởng Francis Amasa Walker. Các chương trình trong các ngành kỹ thuật điện, hóa, hàng hải, và y tế được mở ra, các tòa nhà mới được xây dựng, và số lượng sinh viên tăng lên thành hơn một ngàn.

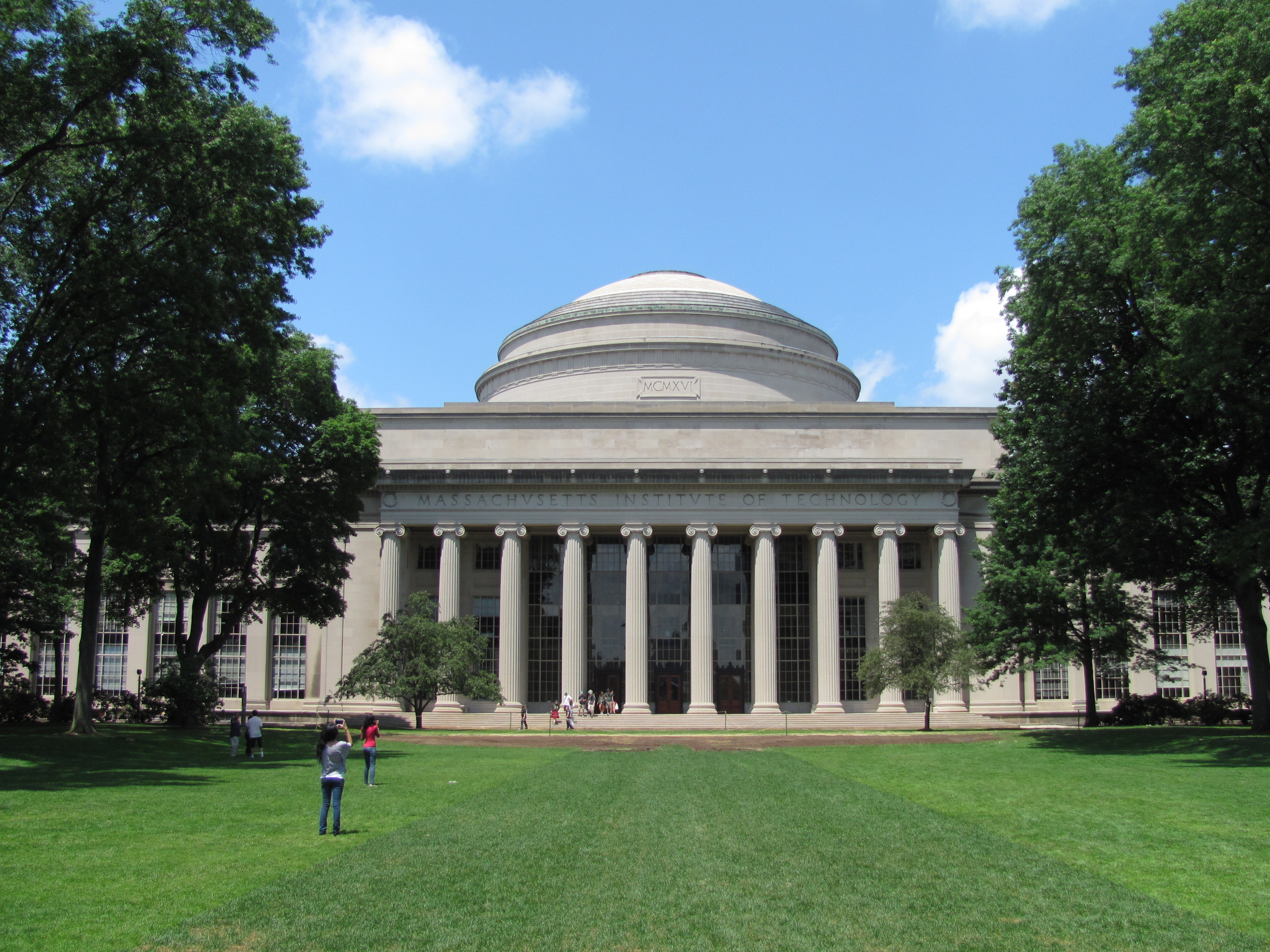
Tòa nhà Mái vòm lớn (Great Dome) là công trình nổi bật và là nơi tiến hành lễ tốt nghiệp của Viện Công nghệ Massachusetts

Chương trình học trở nên có tính chất dạy nghề hơn, ít tập trung vào khoa học lý thuyết. Trong những năm thường được gọi với tên "Boston Tech" này, tập thể giảng viên và các cựu sinh viên của MIT đã cự tuyệt quyết tâm của Charles W. Eliot, viện trưởng của Viện Đại học Harvard và là cựu giảng viên của MIT, nhiều lần muốn hợp nhất MIT với Trường Khoa học Lawrence (Lawrence Scientific School) của Harvard.
Năm 1916, MIT chuyển đến khuôn viên mới nằm trên một dải đất dài một dặm dọc theo sông Charles ở phía thành phố Cambridge, một phần trước đây là đất ngập nước. Khu khuôn viên theo kiến trúc tân cổ điển do William W. Bosworth thiết kế và được tài trợ chủ yếu từ những khoản đóng góp nặc danh từ một người có tên bí ẩn "Ông Smith." Gần 80 năm sau lần đóng góp đầu tiên, người ta phát hiện ra "Ông Smith" chính là nhà công nghiệp George Eastman. Trong thời gian 80 năm này, George Eastman tặng 20 triệu đô-la bằng tiền mặt và bằng cổ phiếu của công ty Kodak cho MIT.

### Những cải cách chương trình học
Trong thập niên 1930, Viện trưởng Karl Taylor Compton và Phó viện trưởng (phụ trách học thuật) Vannevar Bush nhấn mạnh tầm quan trọng của các ngành khoa học thuần túy như vật lý và hóa học, và do đó giảm bớt thời gian học tập trong các xưởng thực hành. Những cải cách của Compton "đã giúp khôi phục và thúc đẩy sự tự tin ở khả năng MIT sẽ dẫn đầu trong khoa học cũng như trong kỹ thuật." Không giống như những trường khác thuộc nhóm Ivy League, MIT hướng nhiều hơn đến các gia đình trung lưu, dựa vào học phí nhiều hơn là những khoản hiến tặng hay tài trợ. MIT được kết nạp vào Hiệp hội Viện Đại học Bắc Mỹ vào năm 1934.
Tuy vậy, cho đến tận năm 1949, Ủy ban Lewis (Lewis Committee) vẫn than vãn trong báo cáo của mình về tình trạng giáo dục ở MIT rằng "nhiều người xem viện công nghệ này về cơ bản vẫn là một trường dạy nghề," một quan điểm mà ủy ban này cho là "hơi thiếu thỏa đáng" và muốn thay đổi. Bản báo cáo xem xét toàn diện chương trình học bậc đại học, đề xuất một chương trình giáo dục rộng hơn, và cảnh báo việc để các ngành kỹ thuật và các chương trình nghiên cứu do chính phủ tài trợ làm chệch hướng khỏi các ngành khoa học và nhân văn. Trường Nhân văn, Nghệ thuật, và Khoa học Xã hội (School of Humanities, Arts, and Social Sciences) và Trường Quản lý Sloan (Sloan School of Management) được thành lập vào năm 1950 để cạnh tranh với hai trường hùng mạnh mà MIT đang có vào lúc đó: Trường Khoa học (School of Science) và Trường Kỹ thuật (School of Engineering). Những tập thể giảng viên trước đây trong những lĩnh vực không được xem trọng như kinh tế, quản lý, khoa học chính trị, và ngôn ngữ học nay hợp thành những khoa hoàn chỉnh và đầy tự tin bằng cách thu hút những vị giáo sư đáng kính và mở ra những chương trình sau đại học có tính cạnh tranh. Trường Nhân văn, Nghệ thuật, và Khoa học Xã hội tiếp tục phát triển dưới các nhiệm kỳ liên tiếp của các viện trưởng Howard W. Johnson và Jerome Wiesner từ 1966 đến 1980, hai nhà lãnh đạo có xu hướng ưu ái các ngành nhân văn.

### Nghiên cứu quốc phòng
Sự can dự của MIT vào nghiên cứu quân sự bùng nổ trong Chiến tranh thế giới thứ hai. Năm 1941, Vannevar Bush được bổ nhiệm đứng đầu Phòng Nghiên cứu Khoa học và Phát triển của liên bang và đã phân bổ các khoản tài trợ đến chỉ một nhóm viện đại học được chọn, trong đó có MIT. Các kỹ sư và nhà khoa học từ khắp nước hội tụ về Phòng Thí nghiệm Bức xạ (Radiation Laboratory) của MIT, được thiết lập vào năm 1940 nhằm giúp quân đội Anh phát triển radar có bước sóng micromét. Công trình thực hiện ở đây đã có tác động đáng kể lên cuộc chiến và hoạt động nghiên cứu sau đó trong lĩnh vực nghiên cứu này. Những công trình nghiên cứ phục vụ quốc phòng khác bao gồm những hệ thống điều khiển dựa trên con quay hồi chuyển và những hệ thống phức tạp khác cho thiết bị ngắm của súng, thiết bị định vị để thả bom, và thiết bị định hướng quán tính, thực hiện ở Phòng Thí nghiệm Công cụ (Instrumentation Laboratory) do Charles Stark Draper sáng lập và điều hành.; phát triển máy tính kỹ thuật số dùng trong mô phỏng chuyến bay, trong Dự án Whirlwind (Project Whirlwind); và thiết bị chụp ảnh từ cao và ở tốc độ cao, do Harold Edgerton nghiên cứu. Vào cuối cuộc chiến, MIT trở thành nhà thầu lớn nhất nước về nghiên cứu và phát triển trong thời chiến (khiến Bush có vài lời chỉ trích), thuê gần 4000 người làm việc trong Phòng Thí nghiệm Bức xạ và nhận hơn 100 triệu đô-la ($118 tỷ đô-la tính theo giá trị đồng đô-la năm 2012) trước năm 1946. Các công trình quốc phòng vẫn được tiếp tục sau đó. Nghiên cứu do chính phủ tài trợ sau chiến tranh ở MIT bao gồm hệ thống môi trường mặt đất bán tự động (SAGE) và hệ thống dẫn đường cho tên lửa đạn đạo và Dự án Apollo.
Những hoạt động này ảnh hưởng MIT một cách sâu sắc. Một báo cáo năm 1949 lưu ý việc "không có dấu hiệu chậm lại nào trong đời sống ở Viện công nghệ" đánh dấu hòa bình trở lại, hoài niệm "sự thanh bình học thuật của những năm trước chiến tranh", mặc dù ghi nhận những đóng góp đáng kể của hoạt động nghiên cứu quân sự lên việc nhấn mạnh hơn vào giáo dục sau đại học và sự gia tăng nhanh chóng nhận lực và cơ sở vật chất. Thực sự số lượng giảng viên đã tăng gấp đôi và số lượng sinh viên đã tăng gấp bốn lần trong các nhiệm kỳ của Karl Taylor Compton, viện trưởng của MIT từ năm 1930 đến 1948, James Rhyne Killian, viện trưởng từ năm 1948 đến 1957, và Julius Adams Stratton, viện trưởng từ năm 1952 đến 1957, những người đã định hình sự phát triển của viện đại học. Đến thập niên 1950, MIT không còn là nơi chỉ mang lại lợi ích cho các công ty công nghiệp mà nó đã có quan hệ gần gũi trong suốt ba thập niên trước đó, mà còn gần gũi hơn với những tổ chức bảo trợ mới của mình, những quỹ thiện nguyện và chính phủ liên bang.
Cuối thập niên 1960 và đầu thập niên 1970, những nhà hoạt động là sinh viên và giảng viên phản đối Chiến tranh Việt Nam và hoạt động nghiên cứu quốc phòng của MIT. Liên đoàn các nhà khoa học có quan tâm (Union of Concerned Scientists) được thành lập vào ngày 4 tháng 3 năm 1969 trong một cuộc họp của giảng viên và sinh viên nhằm chuyển sự nhấn mạnh từ nghiên cứu quân sự sang các vấn đề môi trường và xã hội. MIT cuối cùng đã giảm đầu tư cho Phòng Thí nghiệm Bức xạ và chuyển tất cả các nghiên cứu mật sang cơ sở Phòng Thí nghiệm Lincoln (Lincoln Laboratory) nằm ngoài khuôn viên của MIT vào năm 1973 nhằm đáp lại những hoạt động phản đối, từ đó tập thể sinh viên, giảng viên, và ban lãnh đạo MIT tương đối ít chia rẽ trong suốt thời kỳ xáo trộn xảy ra ở nhiều viện đại học khác.

### Lịch sử gần đây

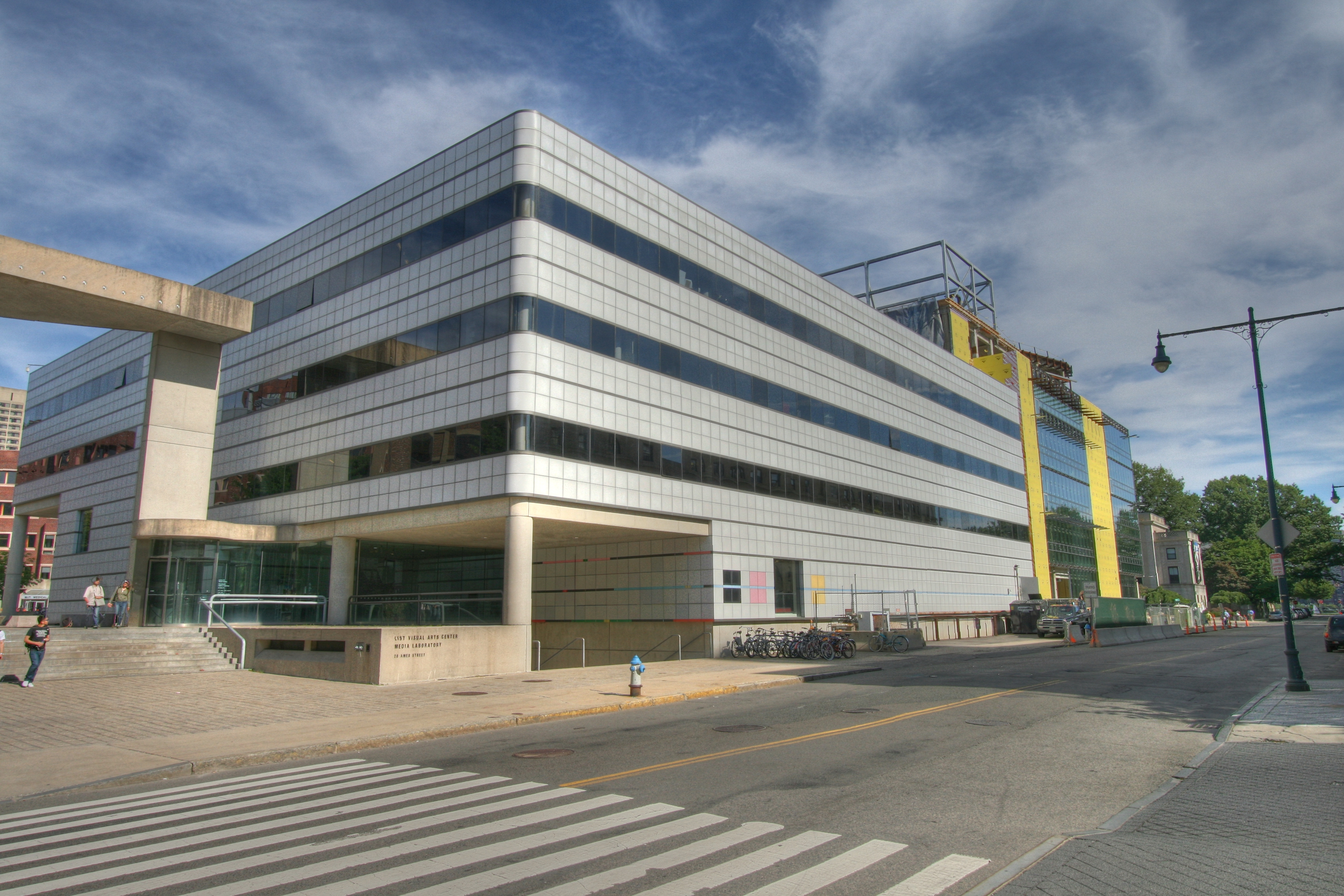
MIT Media Lab, nơi phát triển những ứng dụng mới của công nghệ máy tính.

MIT đã đồng hành với và giúp thúc đẩy thời đại kỹ thuật số. Ngoài việc có những phát triển mở đường cho tính toán hiện đại và công nghệ mạng máy tính, sinh viên, nhân viên, và giảng viên ở Dự án MAC (Project MAC), Phòng Thí nghiệm Trí tuệ Nhân tạo (Artificial Intelligence Laboratory hay AI Lab), và Tech Model Railroad Club đã viết một số những chương trình trò chơi tương tác đầu tiên như Spacewar! và tạo ra phần lớn những từ lóng và văn hóa hacker hiện đại. Một số tổ chức quan trọng liên quan đến máy tính ra đời ở MIT từ thập niên 1980: GNU Project và sau đó là Free Software Foundation đều do Richard Stallman lập ra ở AI Lab vào giữa thập niên 1980; MIT Media Lab do Nicholas Negroponte và Jerome Wiesner thành lập vào năm 1985 nhằm thúc đẩy nghiên cứu những cách sử dụng mới mẽ công nghệ máy tính; tổ chức phát triển các tiêu chuẩn World Wide Web Consortium được Tim Berners-Lee thành lập ở Phòng Thí nghiệm Khoa học Máy tính MIT vào năm 1994; dự án OpenCourseWare giúp đưa lên mạng tài liệu khóa học của hơn 2.000 lớp học ở MIT để mọi người truy cập miễn phí từ năm 2002; và dự án "Một máy tính xách tay cho mỗi trẻ em" (One Laptop per Child) nhằm mở rộng việc giáo dục máy tính và sự kết nối cho trẻ em trên khắp thế giới được triển khai từ năm 2005.
MIT được gọi là "sea-grant college" vào năm 1976 nhằm hỗ trợ những chương trình nghiên cứu của MIT trong các lĩnh vực hải dương học và khoa học hàng hải, và được gọi là "space-grant college" vào năm 1989 nhằm hỗ trợ các chương trình nghiên cứu hàng không và du hành vũ trụ. Mặc dù sự hỗ trợ tài chính của chính phủ đã suy giảm trong hơn một phần tư thế kỷ qua, MIT đã thực hiện một số chiến dịch gây quỹ thành công để mở rộng đáng kế khuôn viên của mình: những khu cư xá và những tòa nhà thể thao mới ở khu phía tây khuôn viên; tòa nhà Trung tâm Giáo dục Quản lý Tang (Tang Center for Management Education); một số tòa nhà ở góc đông bắc khuôn viên hỗ trợ nghiên cứu sinh học, các ngành khoa học não bộ và nhận thức, genomics, công nghệ sinh học, và nghiên cứu ung thư; và một số tòa nhà mới nằm dọc đường Vassar bao gồm Trung tâm Stata (Stata Center). Việc xây dựng trong thập niên 2000 bao gồm sự mở rộng tòa nhà Media Lab, khu phía đông khuôn viên của Trường Quản lý Sloan, và những cư xá cho sinh viên sau đại học ở phía tây bắc khuôn viên. Năm 2006, Viện trưởng Hockfield thành lập Ủy ban Nghiên cứu Năng lượng (MIT Energy Research Council) nhằm nghiên cứu những thách thức mang tính liên ngành do việc sử dụng năng lượng toàn cầu ngày càng gia tăng mang lại.

## Các trường thành viên
MIT có năm trường (school) và một trường đại học (college):
- Trường Khoa học (School of Science), gồm có sáu khoa (Sinh học, Não bộ và các ngành khoa học nhận thức, Hóa học, Các ngành khoa học về khí quyển Trái Đất và hành tinh, Toán học, và Vật lý) cùng nhiều trung tâm và phòng thí nghiệm trực thuộc. Trường Khoa học hiện có khoảng 300 giảng viên, 1200 sinh viên sau đại học, và 1000 sinh viên đại học. Đây là trường lớn thứ hai ở MIT. Trường có 16 giảng viên và 16 cựu sinh viên của trường đã được Giải Nobel.[72]
- Trường Kỹ thuật (School of Engineering), gồm có tám khoa (Hàng không và vũ trụ, Kỹ thuật sinh học, Kỹ thuật hóa học, Kỹ thuật môi trường và xây dựng, Kỹ thuật điện và khoa học máy tính, Khoa học và kỹ thuật vật liệu, Kỹ thuật cơ khí, Khoa học và kỹ thuật hạt nhân), một phân khoa liên ngành (Kỹ thuật các hệ thống công nghiệp), và nhiều trung tâm và phòng thí nghiệm trực thuộc khác. Đây là trường lớn nhất ở MIT.[73]
- Trường Kiến trúc và Quy hoạch (School of Architecture and Planning), gồm có năm đơn vị thành viên chính: Khoa Kiến trúc, Khoa Nghiên cứu và Quy hoạch Đô thị, Media Lab, Trung tâm Bất động sản, và Chương trình Nghệ thuật, Văn hóa, và Công nghệ; ngoài ra trường còn có các trung tâm trực thuộc khác.
- Trường Quản lý Sloan (Sloan School of Management). Đây là trường Quản trị kinh doanh của MIT.
- Trường Nhân văn, Nghệ thuật, và Khoa học Xã hội (School of Humanities, Arts, and Social Sciences), bao gồm 13 khoa và chương trình, trong đó có các ngành Nhân học, Truyền thông học so sánh, Kinh tế học, Ngôn ngữ và văn học nước ngoài, Lịch sử, Ngôn ngữ học, Triết học, Văn học, Âm nhạc, Nghệ thuật sân khấu, Khoa học chính trị, Khoa học Công nghệ và Xã hội, v.v...
- Trường Đại học Khoa học và Công nghệ Y tế Whitaker (Whitaker College of Health Sciences and Technology).

## Hoạt động học thuật
MIT là một viện đại học nghiên cứu có quy mô lớn, phần lớn là nội trú, với đa số sinh viên theo học các chương trình sau đại học và chuyên nghiệp. Viện đại học này đã được Hiệp hội các trường và trường đại học New England (New England Association of Schools and Colleges) kiểm định từ năm 1929. MIT hoạt động theo lịch học 4–1–4, theo đó học kỳ mùa thu bắt đầu sau Lễ Lao động (ngày thứ Hai đầu tiên của tháng 9 hàng năm) và kết thúc vào giữa tháng 12, trong tháng 1 có một giai đoạn kéo dài 4 tuần gọi là "Giai đoạn của các hoạt động độc lập", rồi học kỳ mùa xuân bắt đầu vào đầu tháng 2 và kết thúc vào cuối tháng 5.

### Chương trình đại học
MIT có các chương trình đại học toàn thời gian, học 4 năm, trong các ngành chuyên nghiệp, khai phóng, và khoa học. Các chương trình này tuyển chọn sinh viên khắt khe, chỉ nhận 9.7% trong số các thí sinh nộp đơn xin học trong mùa tuyển sinh 2010-2011, và nhận rất ít sinh viên chuyển trường. Năm trường của MIT trao 44 loại bằng cấp bậc đại học khác nhau. Trong năm học 2010–2011, MIT trao 1,161 bằng cử nhân (bachelor of science, viết tắt là SB), đây là bằng cấp duy nhất mà MIT trao ở bậc đại học. Trong học kỳ mùa thu năm 2011, trong số các sinh viên đã chọn chuyên ngành chính, Trường Kỹ thuật là đơn vị có đông sinh viên nhất, chiếm 62.7% sinh viên, Trường Khoa học theo sau với 28.5%, Trường Nhân văn, Nghệ thuật, và Khoa học Xã hội 3.7%, Trường Quản lý Sloan 3.3%, và Trường Kiến trúc và Quy hoạch 1.8%.

### Chương trình sau đại học
Khác với hầu hết các trường đại học trên thế giới, tại MIT, số lượng sinh viên sau đại học nhiều hơn sinh viên đại học (chiếm khoảng 60% tổng số sinh viên). Nhiều chương trình sau đại học được xếp trong số 10 chương trình hàng đầu của toàn nước Mỹ. Các sinh viên sau đại học của MIT có thể làm tiến sĩ (Doctor of Philosophy hay Ph.D. và Doctor of Science hay Sc.D.), thạc sĩ khoa học (Master of Science hay M.Sc.), thạc sĩ kỹ thuật (Master of Engineering hay M.Eng.), thạc sĩ kiến trúc (Master of Architecture hay M.Arch.), thạc sĩ quản trị kinh doanh (Master of Business Administration hay MBA) tùy thuộc vào ngành học. 